# Ignis Brunensis

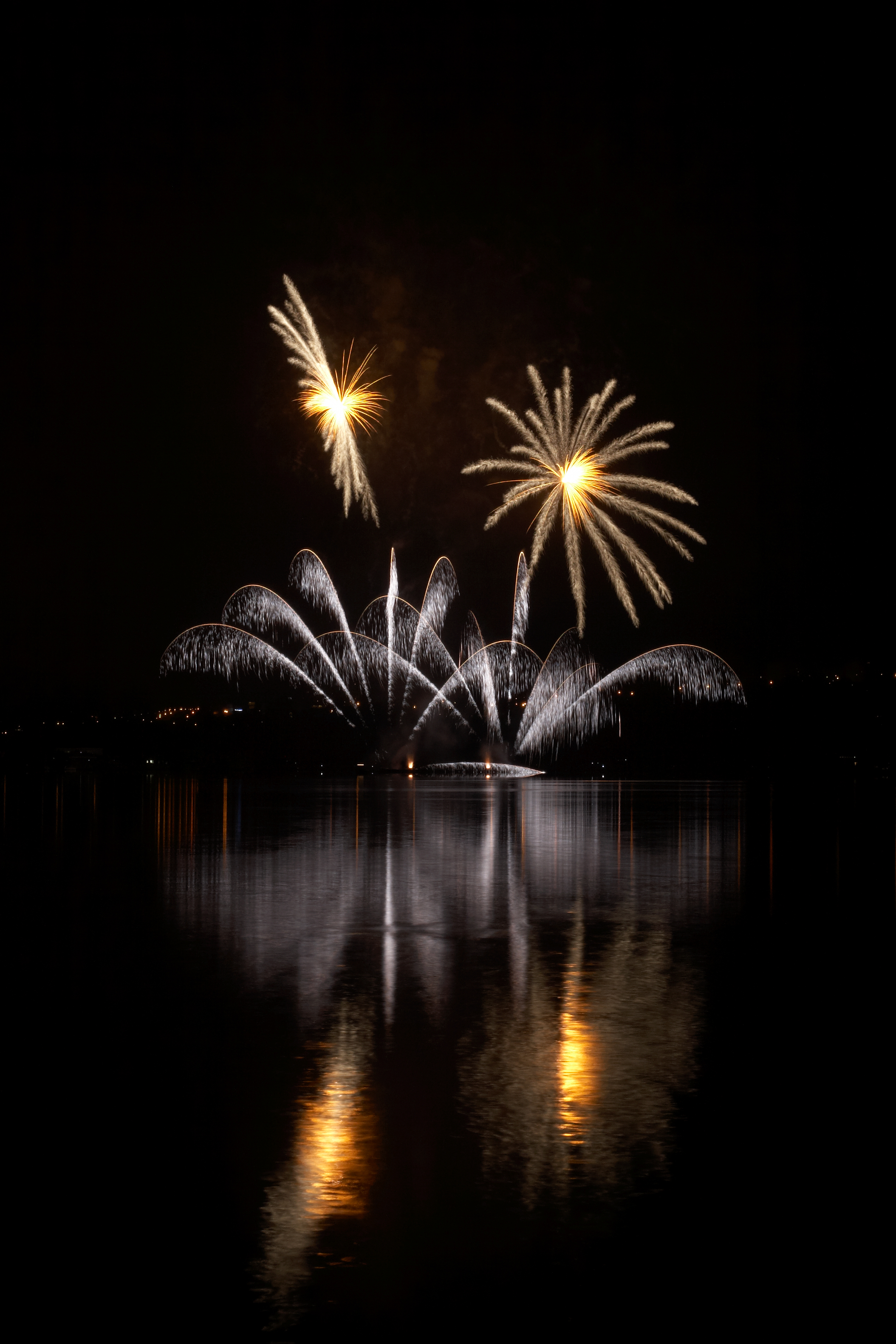
Fuochi d'artificio al festival Ignis Brunensis di Brno, Repubblica Ceca

Ignis Brunensis è una competizione pirotecnica che si svolge annualmente a Brno nella Repubblica Ceca. La competizione, disputata dal 1998, si svolge tra i mesi di maggio e giugno e coinvolge squadre di fuochi d'artificio che si scontrano nella realizzazione del migliore gioco pirotecnico.
La competizione riscontra un buon successo, attirando ogni anno numerosi spettatori.

## Svolgimento della competizione
I fuochi d'artificio sono usualmente esplosi seguendo il ritmo di canzoni, trasmesse da emittenti radiofoniche locali. Lo spettacolo si svolge su tre turni di lancio che, della durata di 20 minuti i primi due e di 14 l'ultimo, vengono effettuati da posizioni diverse della città.